# La Ventana (Colombia)
La Ventana fue un programa de radio español original de la Cadena SER que, tras la compra de la cadena radial colombiana Caracol Radio por parte del grupo Prisa, introdujo este programa en la cadena básica de la emisora. Se emitió de lunes a viernes de 14:00 a 16:00 (UTC-5) y fue dirigido por Iván Parra en su primer momento, y luego por Frank Solano.
Inició emisiones en noviembre de 2004, reemplazando al otrora programa Pase la Tarde con Caracol. Duró casi 12 años al aire, terminando emisiones el 9 de septiembre de 2016, para dar paso al programa Dos y Punto, dirigido por Diana Montoya que duró hasta noviembre de 2018, dando paso al programa deportivo El Vbar, cerrando así el ciclo de programas de entretenimiento en dicho horario.  

## Conductores
- Clara Estrada.
- Santiago Rivas (2016).

### Anteriores conductores
- Frank Solano (2006 - 2016) Director (2009 - 19 de agosto de 2016).
- Iván Parra Díaz (Director 2006 - 2009).

- Gabriel de las Casas (Director 2004 - 2006).
- Mónica Fonseca.
- Andrés Marocco.
- Catalina "Cata" Gómez.
- Roberto Velásquez.

## Generalidades
Fue un programa de variedades orientado a entretener el público con temas del día, opiniones, curiosidades y demás. 
El programa, anteriormente dirigido por Gabriel de las Casas, traía temas más frívolos y juveniles; esto debido a que sus presentadores eran prioritariamente jóvenes. 
Luego de una reestructuración de la programación de la emisora, la modelo y presentadora Mónica Fonseca salió del programa y los presentadores Gabriel de las Casas y Andrés Marocco se quedaron en sus espacios La Luciérnaga y El Alargue respectivamente. 

### Programa de opinión y entretenimiento
La base es la participación de los miembros del programa en una tertulia que copa la primera media hora de cada bloque con la integración de por lo menos tres invitados, con posiciones antagónicas para debatir el tema planteado.
Las tertulias se nutren de dos fuentes: una marcada por la actualidad y la otra surge del consenso de un abanico de propuestas que estará en el congelador de La Ventana, siempre con la meta del máximo interés para el oyente. 